# المعرض الوطني (أيرلندا)
المعرض الوطني الأيرلندي (بالأيرلندية: Gailearaí Náisiúnta na hÉireann) يضم المجموعة الوطنية للفن الأيرلندي والأوروبي. يقع في وسط مدينة دبلن، تأسس في عام 1854م وفتح أبوابه بعد عشر سنوات. يحتوي المعرض على مجموعة تمثيلية واسعة من اللوحات الأيرلندية، وهو معروف أيضًا بلوحاته الفنية الباروكية والهولندية. المخرج الحالي للمعرض هو شون رينبيرد.

## التاريخ
في عام 1853م تم عقد معرض، معرض الصناعية الكبرى، في مروج لينستر هاوس في دبلن. ومن بين المعروضات الأكثر شعبية عرضًا كبيرًا للأعمال الفنية التي تم تنظيمها وتكليفها من قِبل ويليام دارجان. أظهر حماس الحشود الزائرين للجمهور الفن، وتم إقرار إنشاء مجموعة فنية عامة دائمة كنصب تذكاري دائم الامتنان لدارجان. الروح المحركة وراء الاقتراح كانت المحامي جون إدوارد بيغوت (1822-1871)، ابن ديفيد ريتشارد بيجوت، رئيس البارون في الخزانة الإيرلندية، وأصبح واحدا من أوائل حكام المعرض. تنسخ واجهة المعرض الوطني مبنى التاريخ الطبيعي لمتحف أيرلندا الوطني الذي كان مخططًا له بالفعل في مواجهة جناح لينستر هاوس. تم تصميم المبنى نفسه من قبل فرانسيس فوك، على أساس الخطط المبكرة من قبل تشارلز لانيون، وتم الانتهاء من افتتاحه في عام 1864.
لم يكن المعرض مؤسسًا على مجموعة حالية، وعندما افتتح المعرض، كان يحتوي على 112 لوحة فقط. في عام 1866 تم إنشاء منحة شراء سنوية وبحلول عام 1891 كانت المساحة محدودة بالفعل. في عام 1897، ذكرت الكونتيسة الارمله من ميلتاون نيتها في التبرع بمحتويات روسبورغ هاوس إلى المعرض. تضمنت هذه الهدية حوالي 223 لوحة و 48 قطعة من المنحوتات و 33 نقشًا وفضية كبيرة وأثاثًا ومكتبة، مما دفع البناء من عام 1899 إلى عام 1903 مما يسمى الآن جناح ميلتاون الذي صممه توماس نيوينهام.
وفي وفاة مفاجئ لهيو لين بحادثة غرق لوسيتانيا عام 1914م، صرّح مدير المعرض، أن هيو لين لم يترك فقط مجموعة كبيرة من الصور، بل ترك جزءًا من ممتلكاته المتبقية أيضًا، وواضل صندوق لاين المساهمة في شراء الأعمال الفنية حتى يومنا هذا.
تم توسيع المعرض مرة أخرى في عام 1962م مع جناح جديد صممه فرانك دوبيري من مكتب الأشغال العامة. افتتح الجناح في عام 1968م ويسمى الآن جناح البيت. في عام 1978م، استلم المعرض من الحكومة اللوحات التي قدمتها مكتبة تشستر بيتي للأمة، وفي عام 1987م قدم توكيل سويني أربعة عشر عملاً فنيًا من بينها لوحات لبيكاسو وجاك ييتس. وفي نفس العام، تم إعطاء المعرض مرة أخرى بعض محتويات بيت روسبورغ عندما تبرع ألفريد بيت بـ 17 روائع من لوحاته، بما في ذلك لوحات دييغو فيلاثكيث، بارتولومه إستبان موريو، يان ستين، يوهانس فيرمير وهنري رايبيرن.

## قائمة مدراء المعرض
- جورج مولفاني، 1862-69
- هنري دويل، 1869-92
- والتر أرمسترونج، 1892-1914
- هيو لين، من 1914 إلى 15
- روبرت لانغتون دوغلاس، 1916–23
- لويس اوكلغهان 1923–27
- توماس بودكين، 1927–35
- جورج فورلونج، 1935 - 50
- توماس غريفي، 1950–63
- جيمس وايت، 1964-80
- هومان بيتيرتون، 1980–88
- ريموند كيافني، 1988-2012
- شون رينبيرد، منذ 2012 إلى الآن.

## جناح الألفية
تم افتتاح جناح جديد يسمى «جناح الألفية» في عام 2002م. وعلى عكس الامتدادات السابقة، يمتلك هذا الجناح الجديد واجهة على الشارع، وقد منحه المهندسون الإنجليزيون بنسون آند فورسيث هذا المكان واجهة رائعة لتجليد بونس، وواجهة بورتلاند ستون، والأتريوم الكبير. وقد تضمن التصميم في الأصل هدم شرفة منزل مجاور وأحواض غرف المنزل. ومع ذلك، فإن سلطة الاستئناف للتخطيط الأيرلندي، تطلب الاحتفاظ بها.

## الموقع والوصول والمرافق
يقع المعرض الوطني لأيرلندا في قلب مدينة العاصمة الأيرلندية. هناك مدخلين، واحد في ساحة ميريون والآخر في شارع كلير. الدخول إلى المعرض مجاني والعديد من المحادثات والجولات والأحداث هي أيضًا مجانية. أطلق المعرض تطبيقًا مجانيًا للهواتف الذكية في عام 2013.
تمر خطوط حافلات دبلن رقم (4) و (7) و (7 أ) بالجوار. تقع محطة Pearse Street DART على بعد 5 دقائق سيراً على الأقدام، كما تقع محطة دوسون على الخط الأخضر لـ LUAS. تقع محطة شارع آبي للخط الأحمر في LUAS على بعد 20 دقيقة سيراً على الأقدام. يوجد محطتين دبليبيكس خارج المعرض، أحدهما في شارع كلير والآخر في ساحة ميريون الغربية.
جميع صالات العرض والمداخل هي الكراسي المتحركة والعربات التي تجرها الدواب في متناول اليد وهناك أماكن وقوف سيارات المعوقين خارج مدخل ساحة ميريون. كما يتم تنظيم جولات للمعاقين بصريًا. الزوار مع الحيوانات الأليفة مرحب بهم في المعرض. تم تجهيز كل من مسرح المحاضرات وغرفة آف (AV) ومتجر المعارض بنظام الحلقات لضعاف السمع.

## أعمال بارزة
تضم المجموعة حوالي 14.000 عمل فني، بما في ذلك حوالي 2.500 لوحة زيتية و 5.000 رسم و 5.000 مطبوعة وبعض المنحوتات والأثاث وغيرها من الأعمال الفنية.

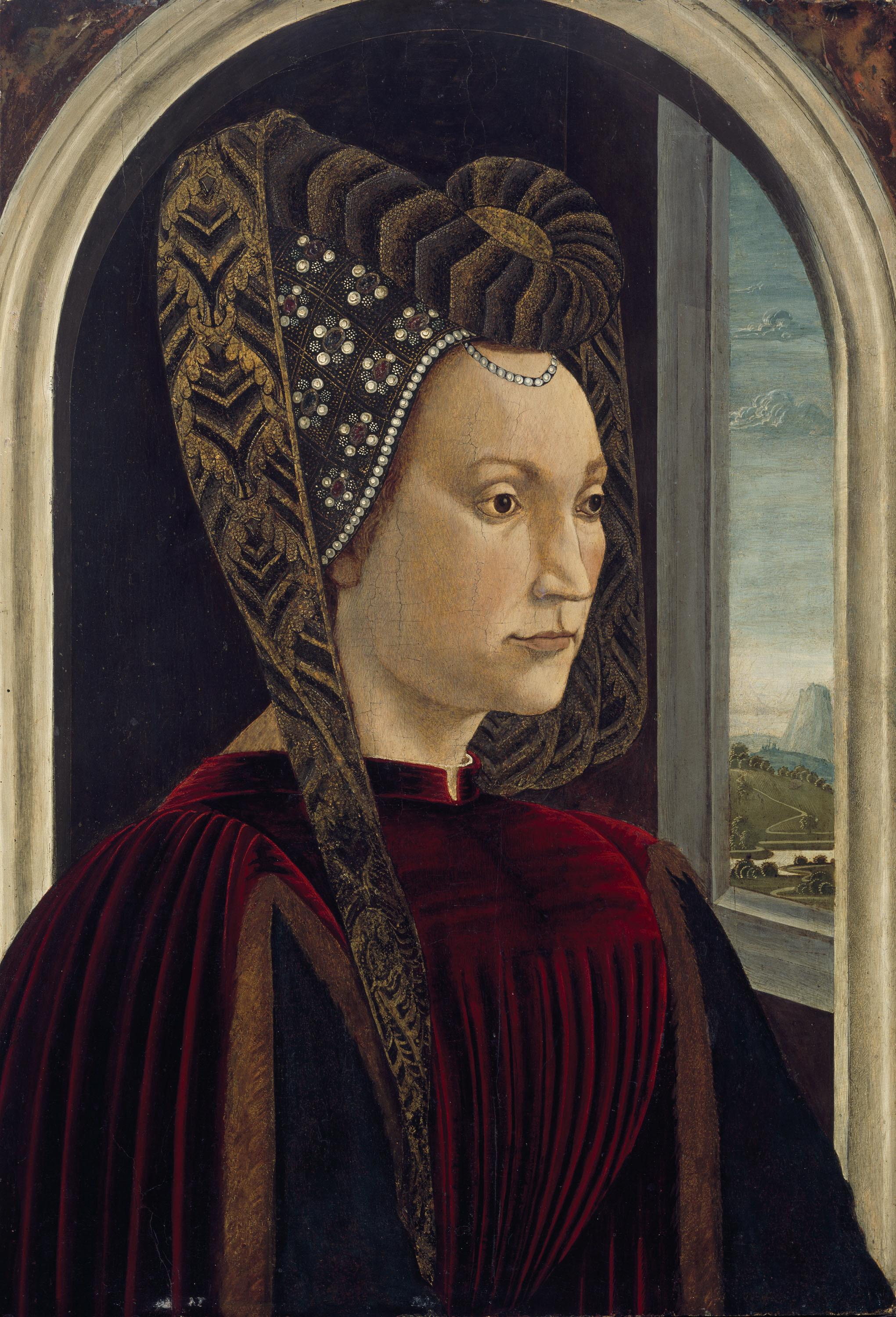
اللوحة المفترضة «بورتريه كلاريس أورسيني، زوجة لورنزو ذا ماجنيفسنت»، بريشة دومنيكو غرلاندايو، رُسِمت قبل 1494
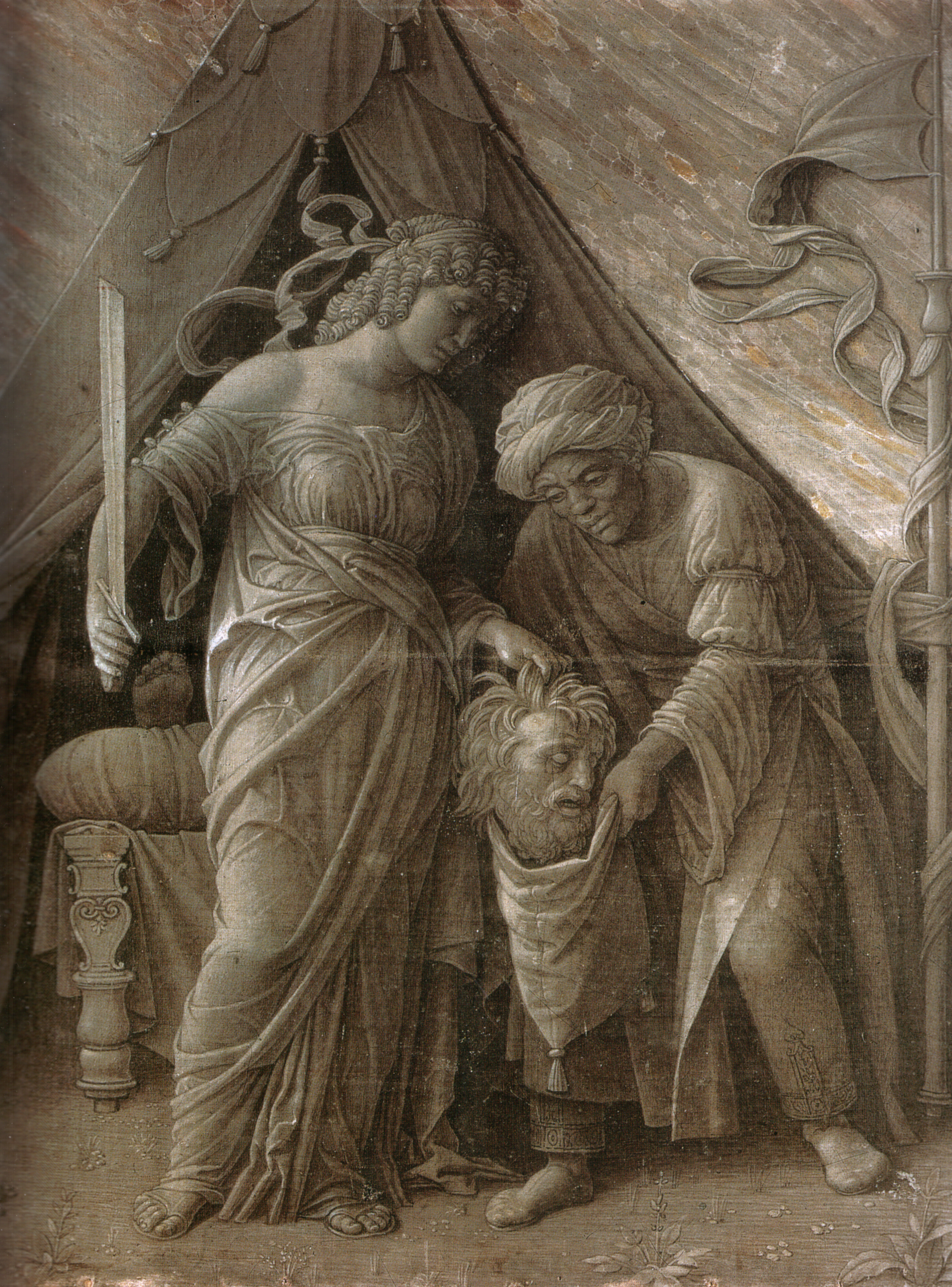
«جوديث» بريشة أندريا مانتينيا، 1490م
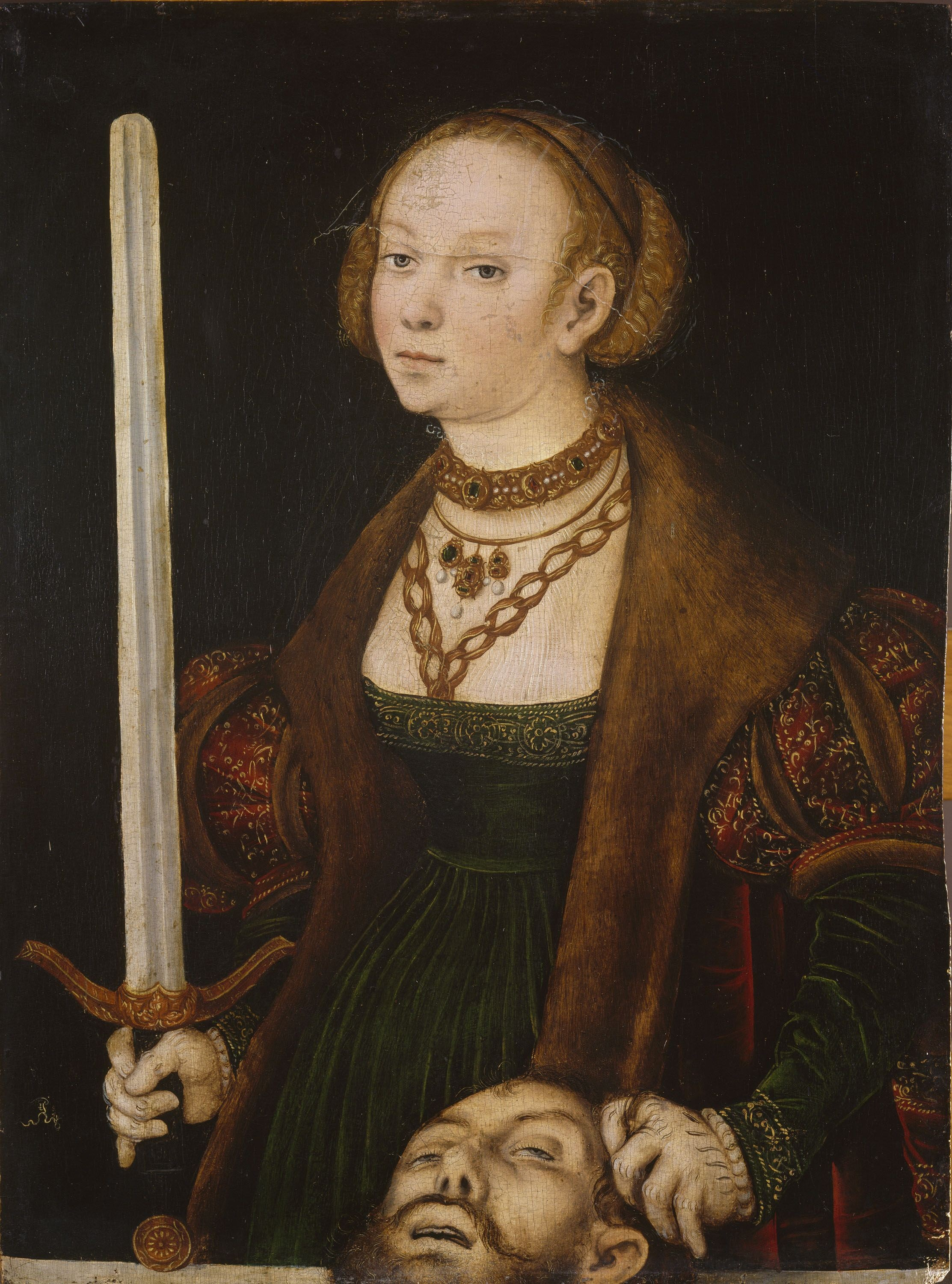
من أعمال لوكاس كراناخ الأكبر، «جوديث مع رأس هولوفيرنيس»، حوالي 1550م
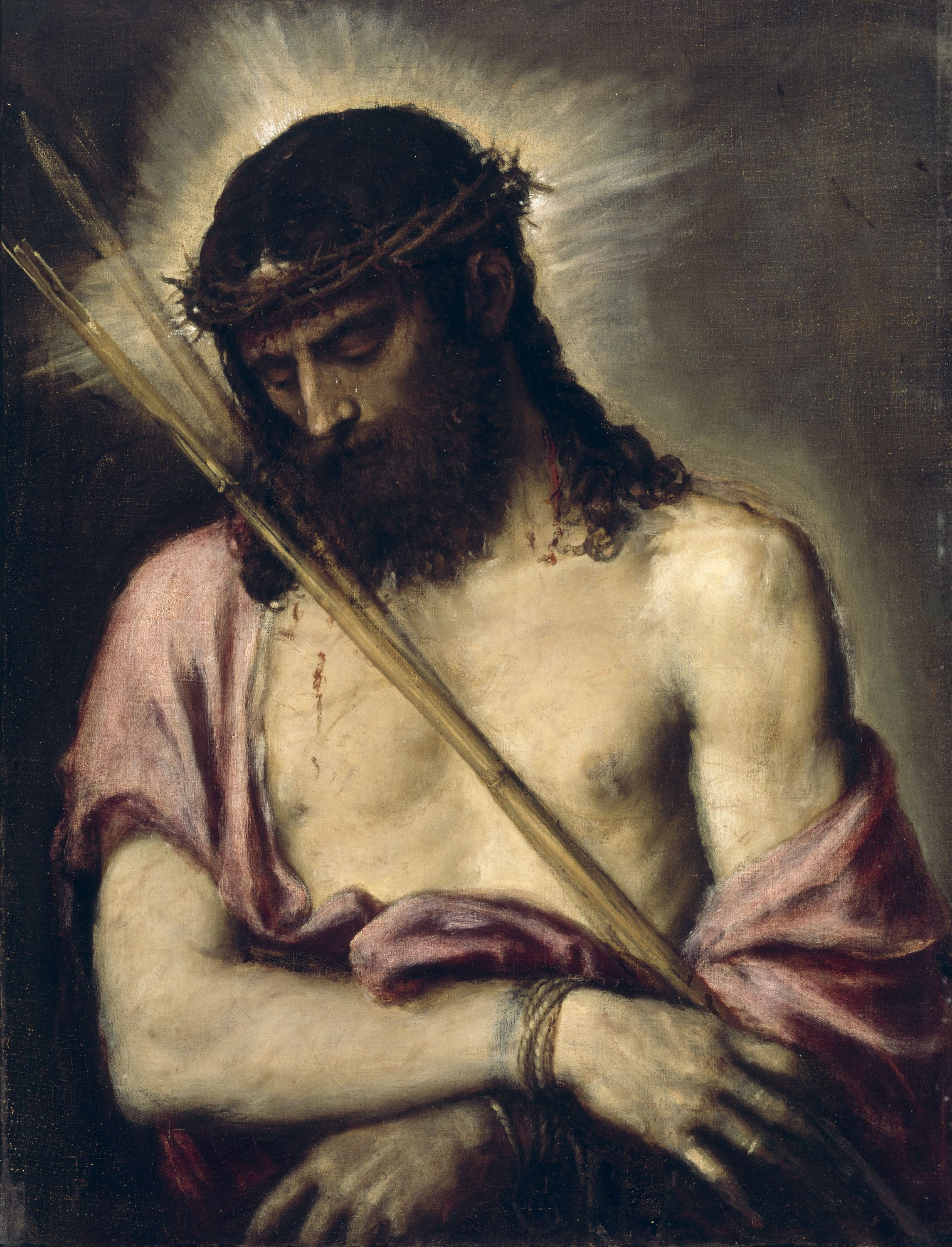
تيتيان، «إيجو هومو» 1558–60
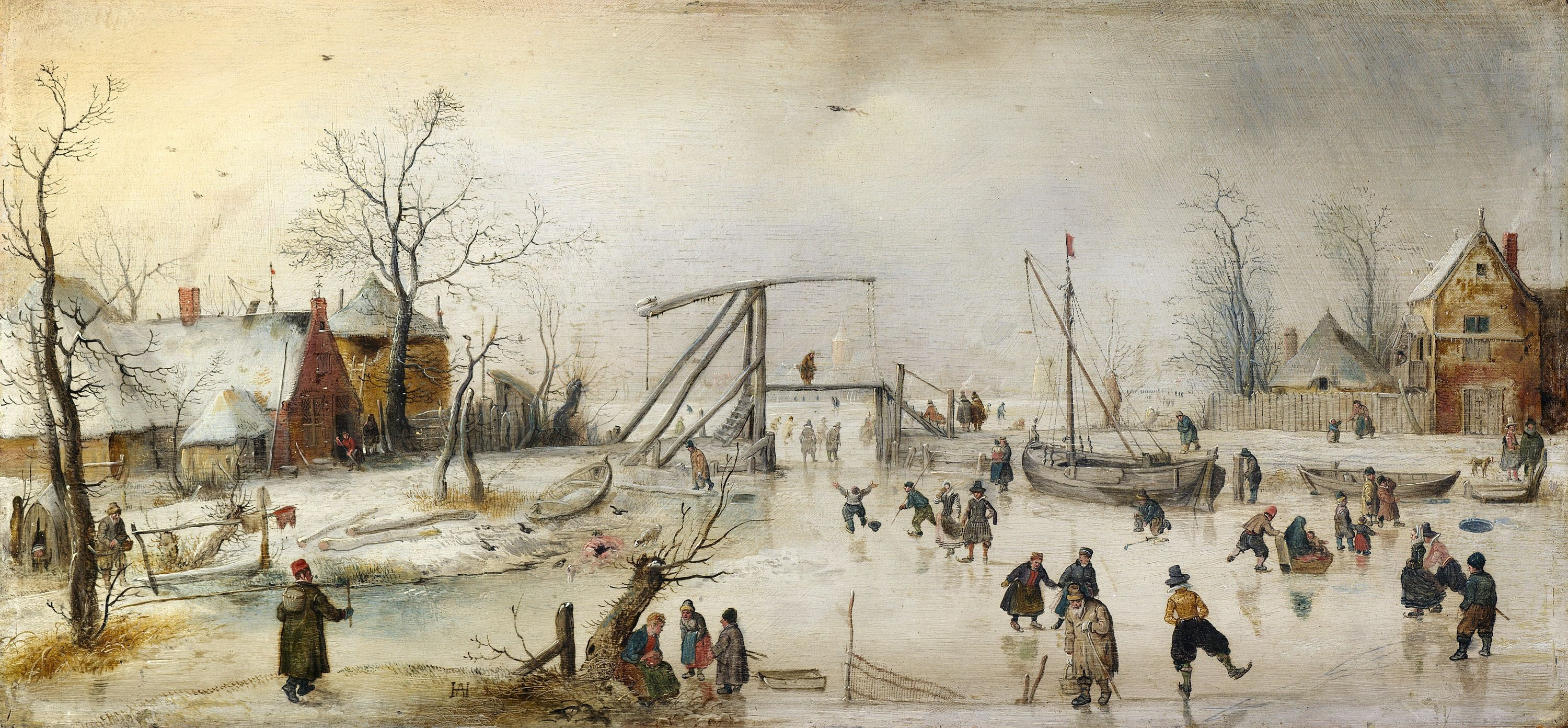
هيندريك افيركامب، «مشهد على الجليد» 1620
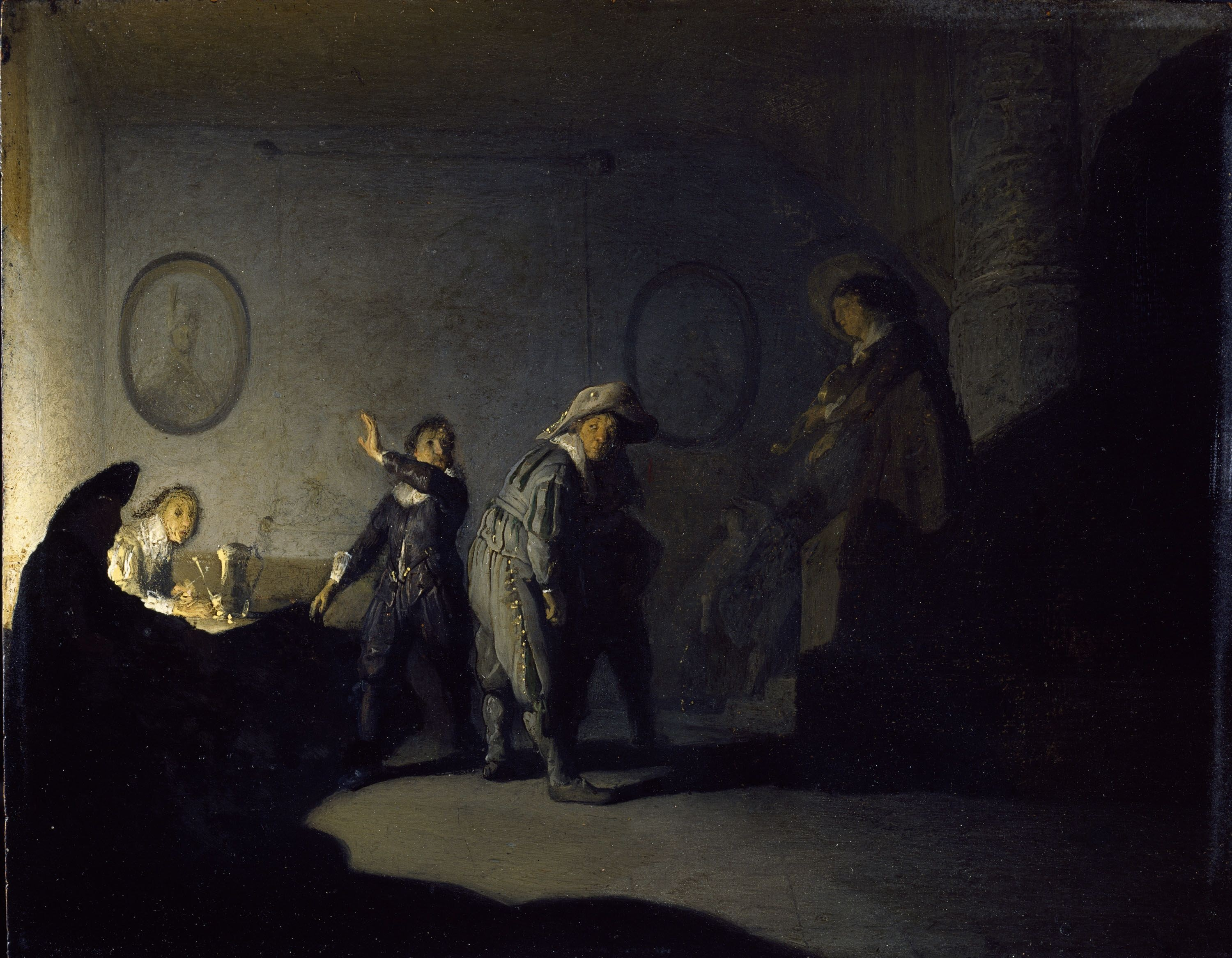
ريمبراندت، 1628م
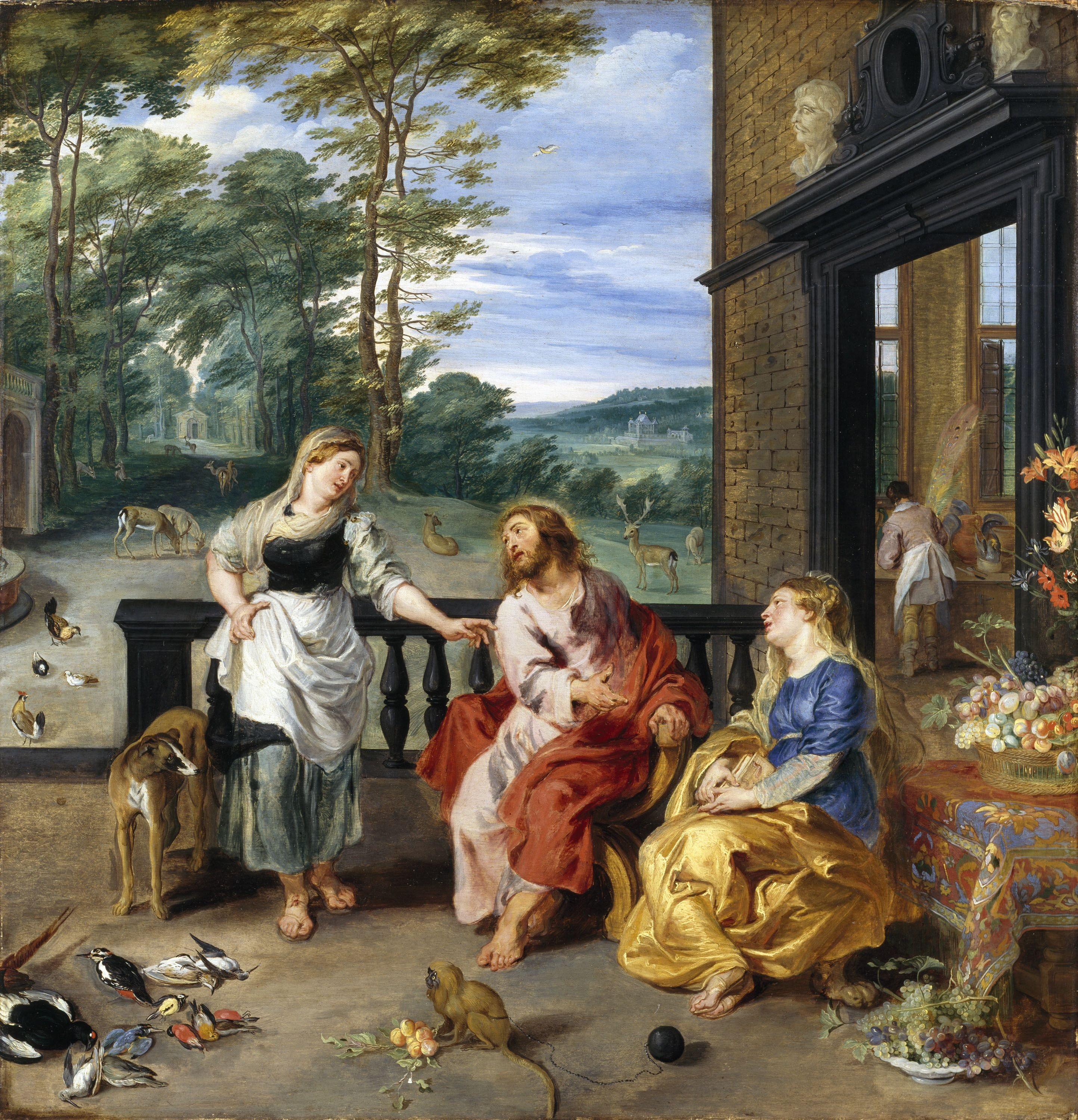
المسيح في بيت مارثا وماري، 1628
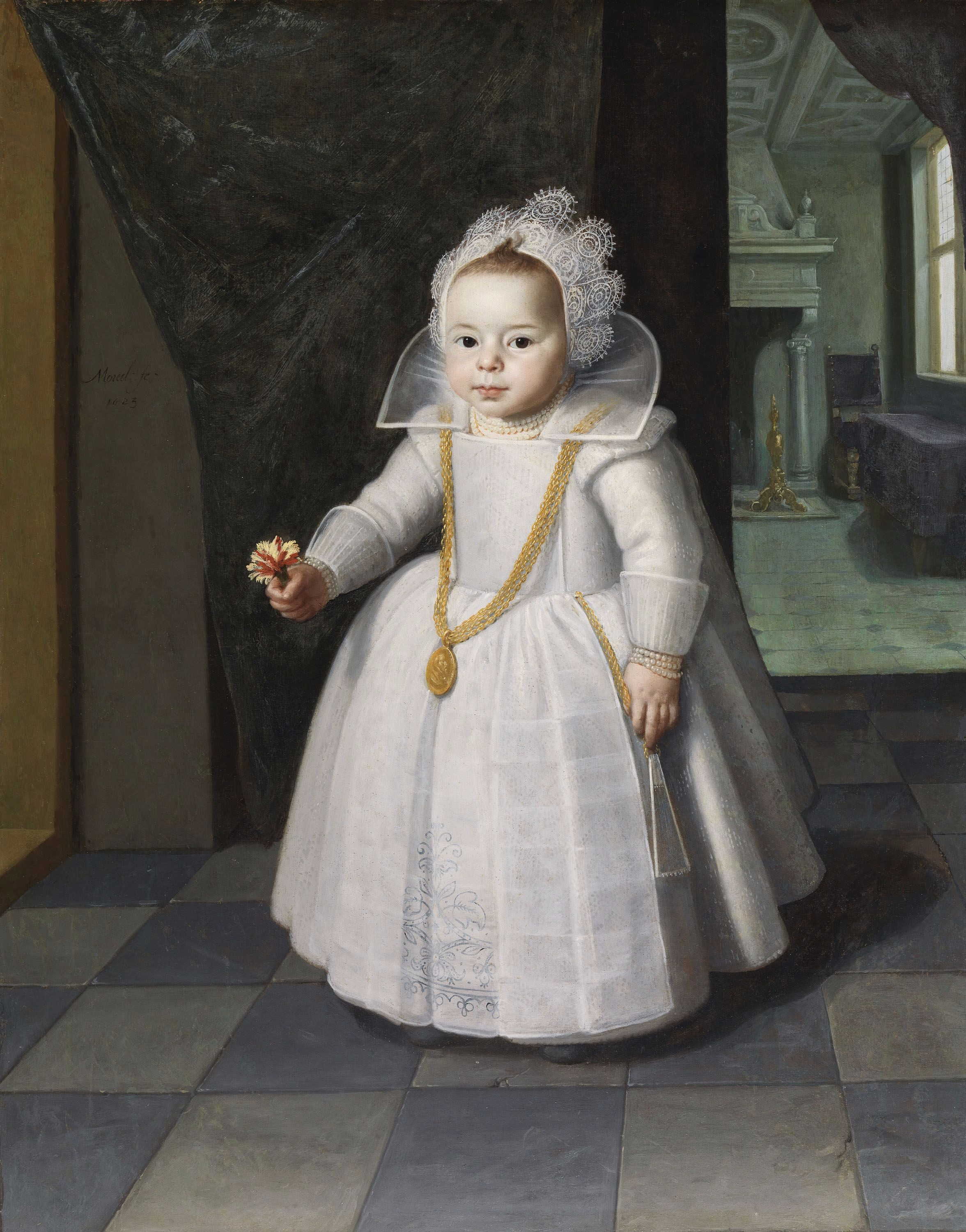
باولوس مورليس، فتاة ترتدي سلسلة ذهبية، 1632
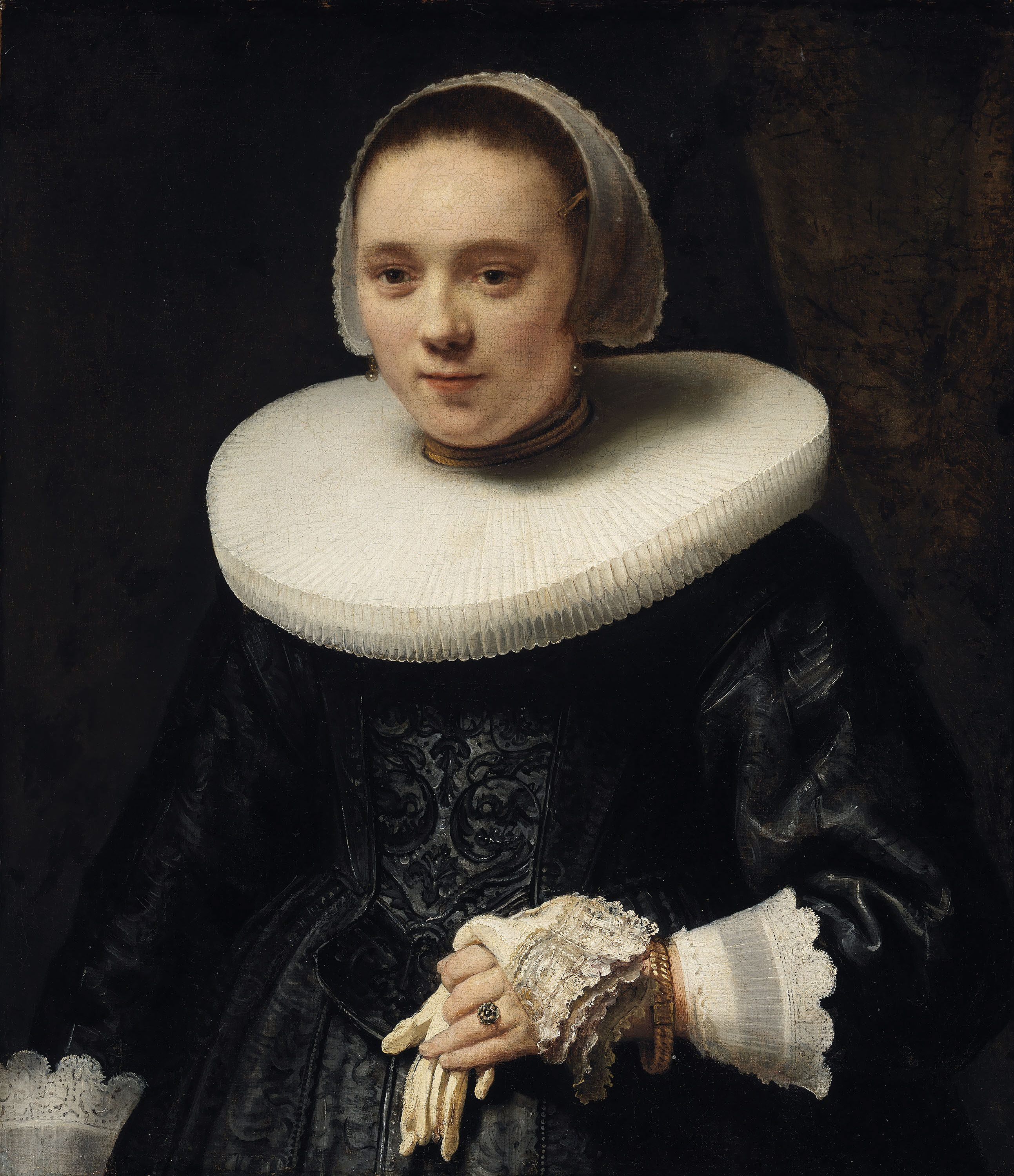
رامبرانت، صورة امرأة مع قفازات، 1632-1642
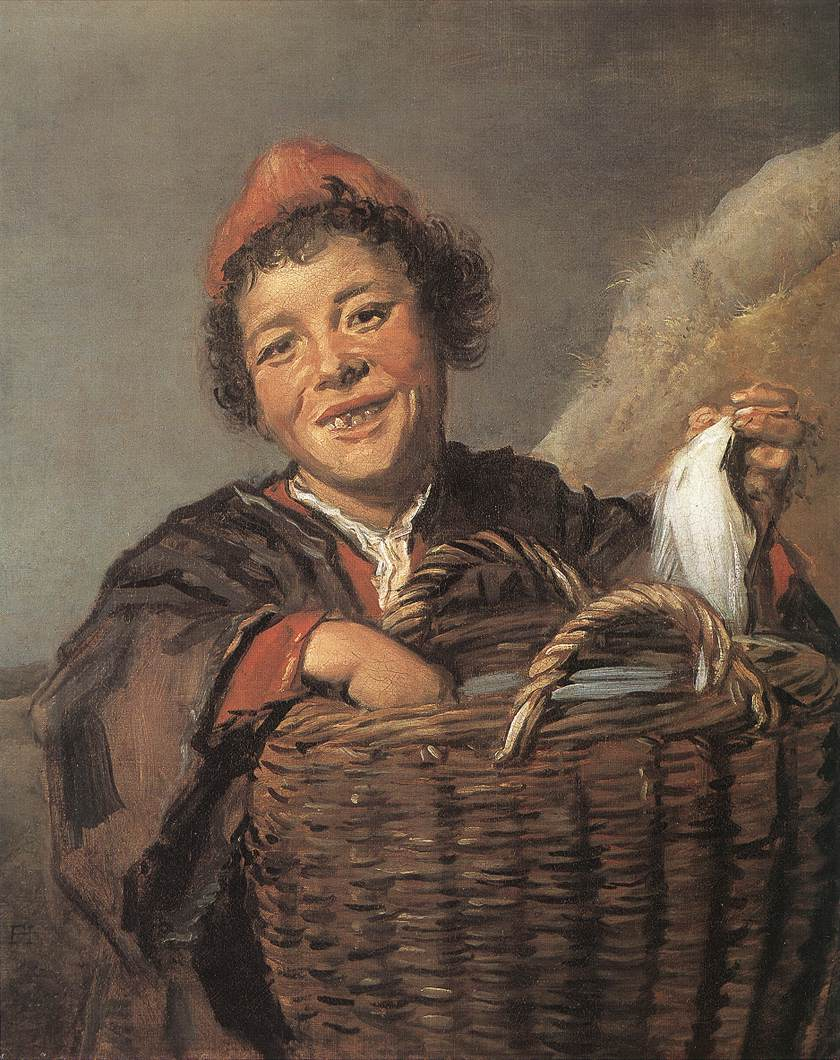
فرانس هالس، الفتى الصياد، 1630-32
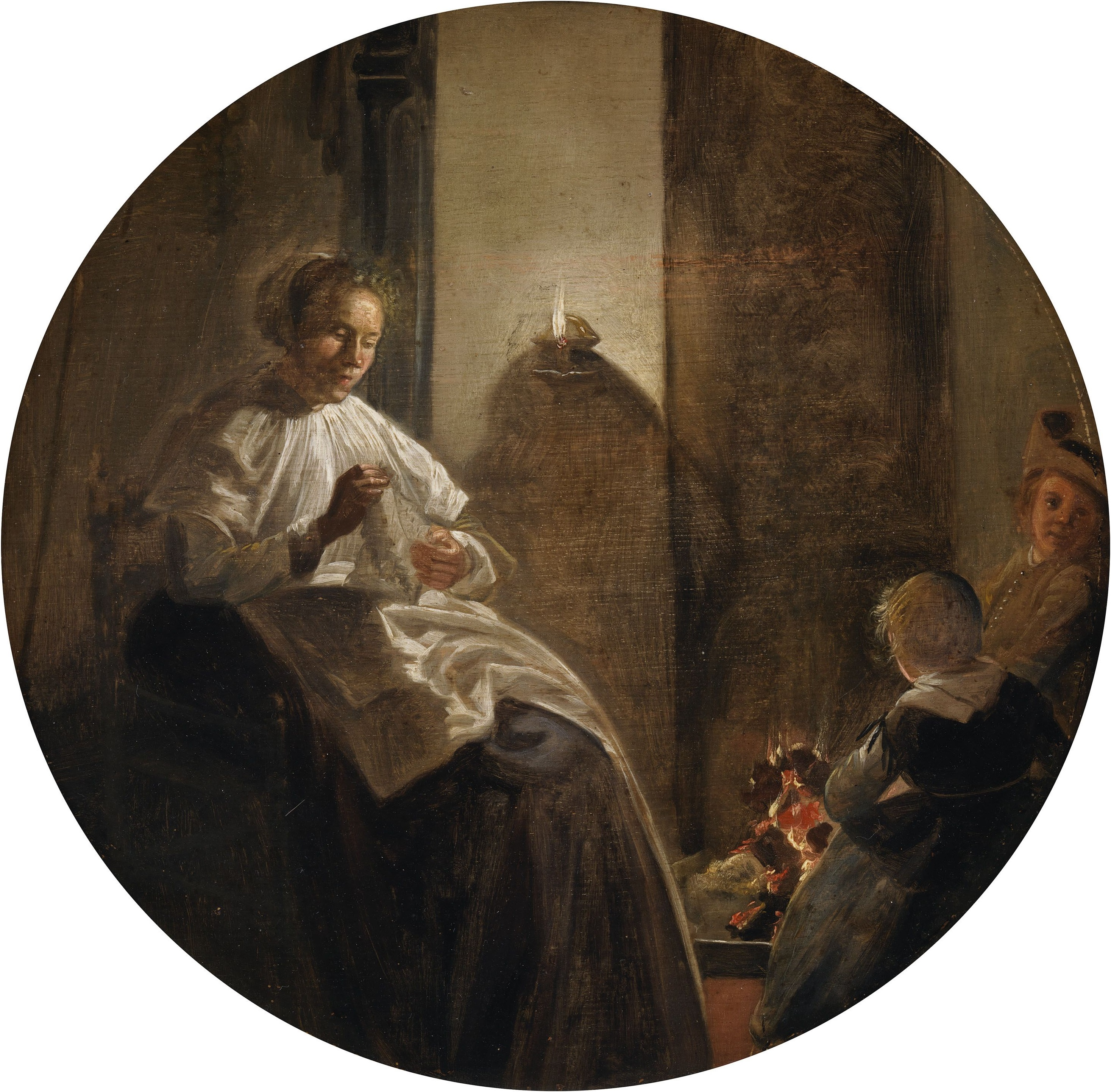
ديرك هالز، امرأة خياطة على ضوء الشموع، 1633
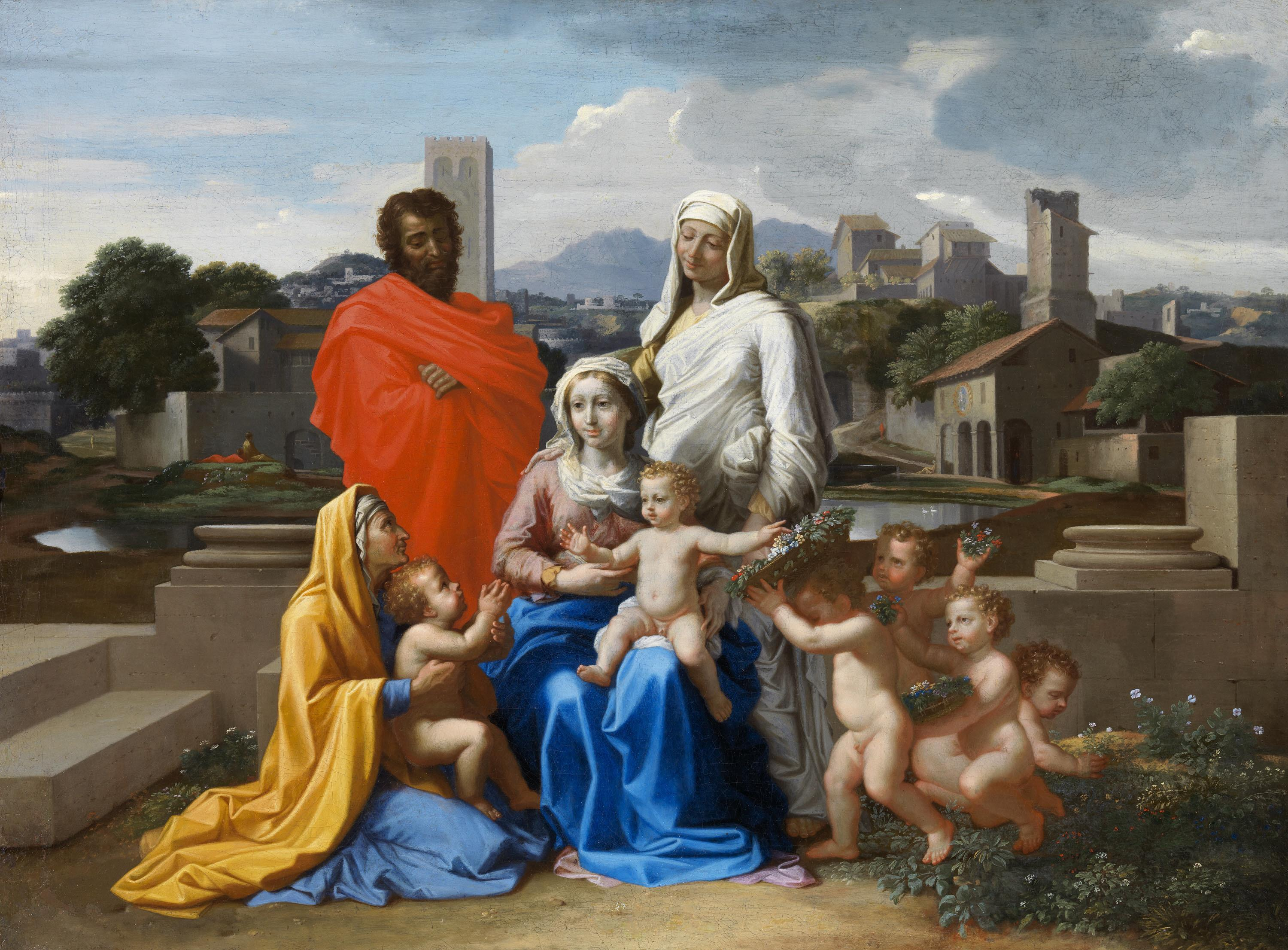
نيكولاس بويسن، العائلة المقدسة، 1649
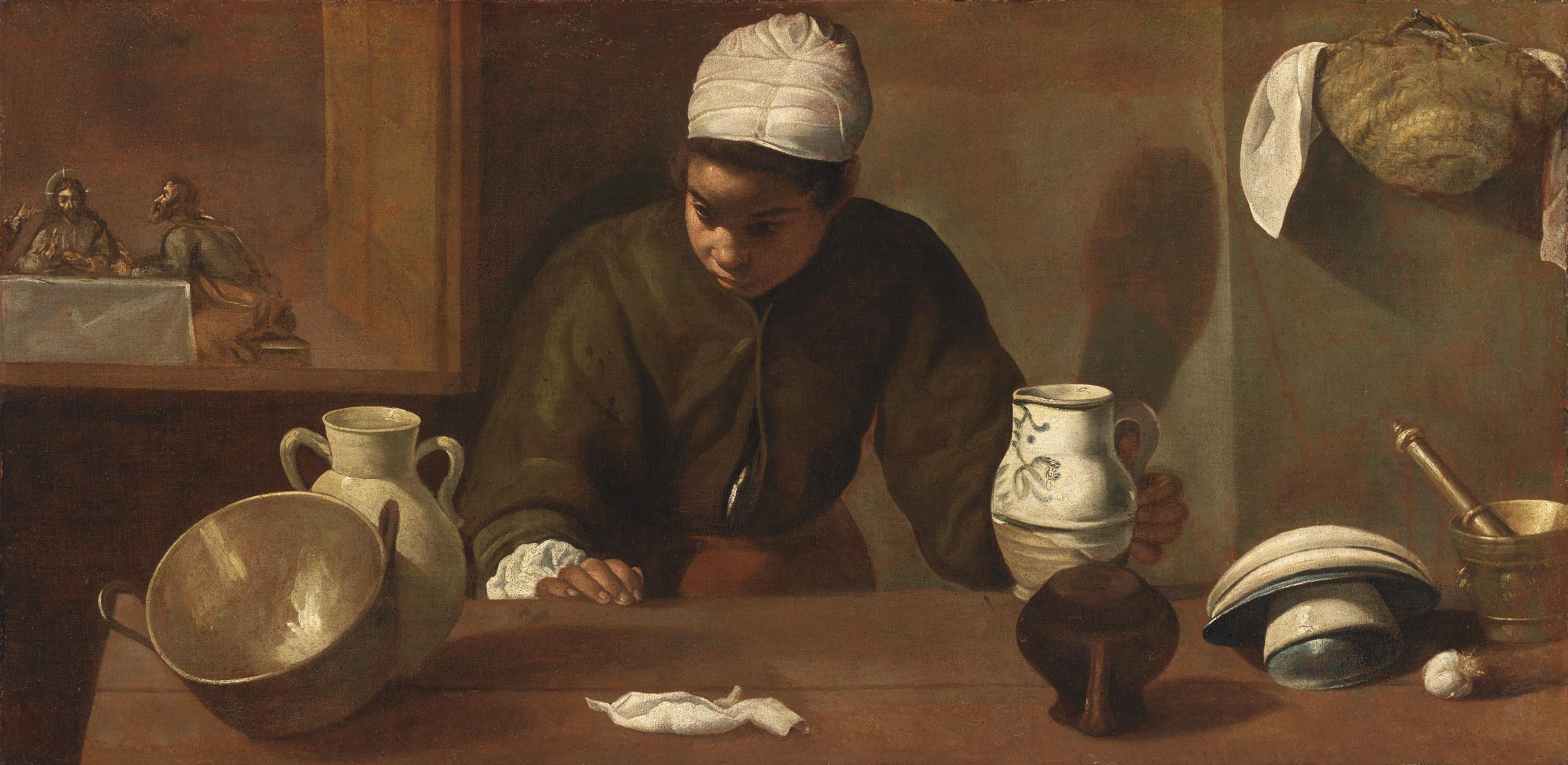
دييجو فيلازكيز، عشاء إيموس، 1660
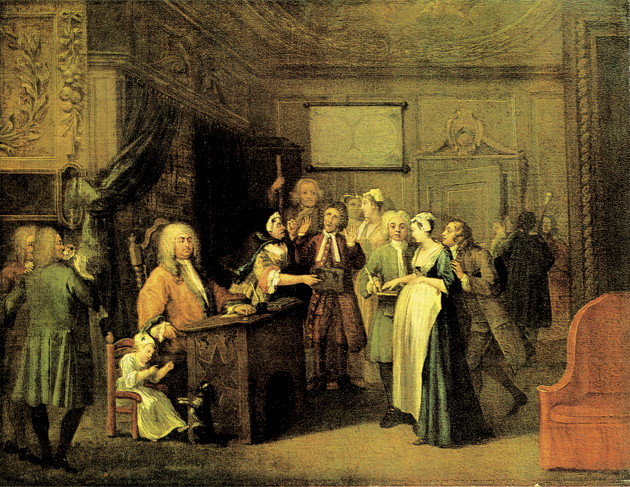
ويليام هوغارث، ، امرأة تحمل طفل إلى مقبرة، 1729
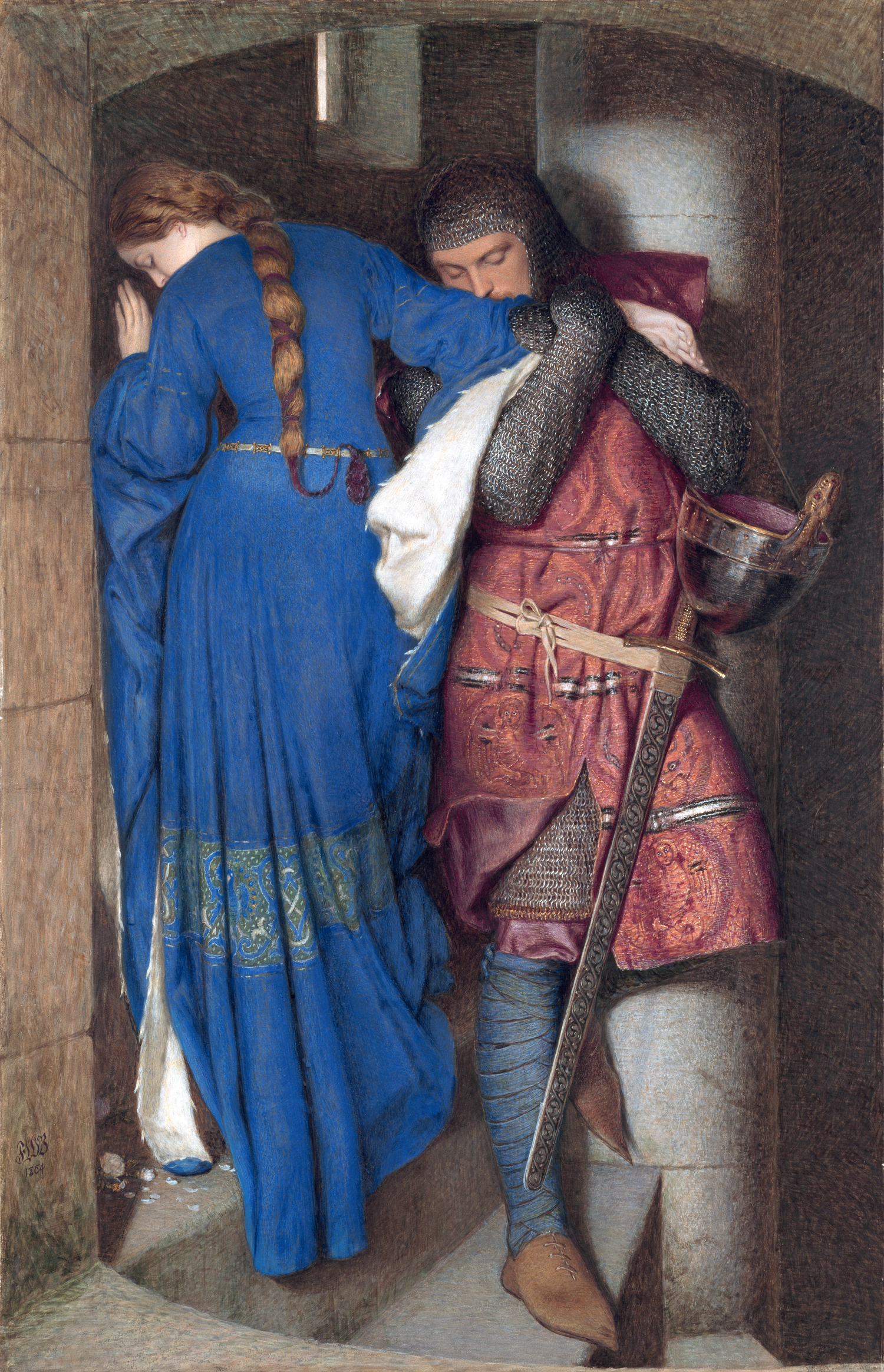
ويليام بورتون، الاجتماع على برج السلالم، 1864
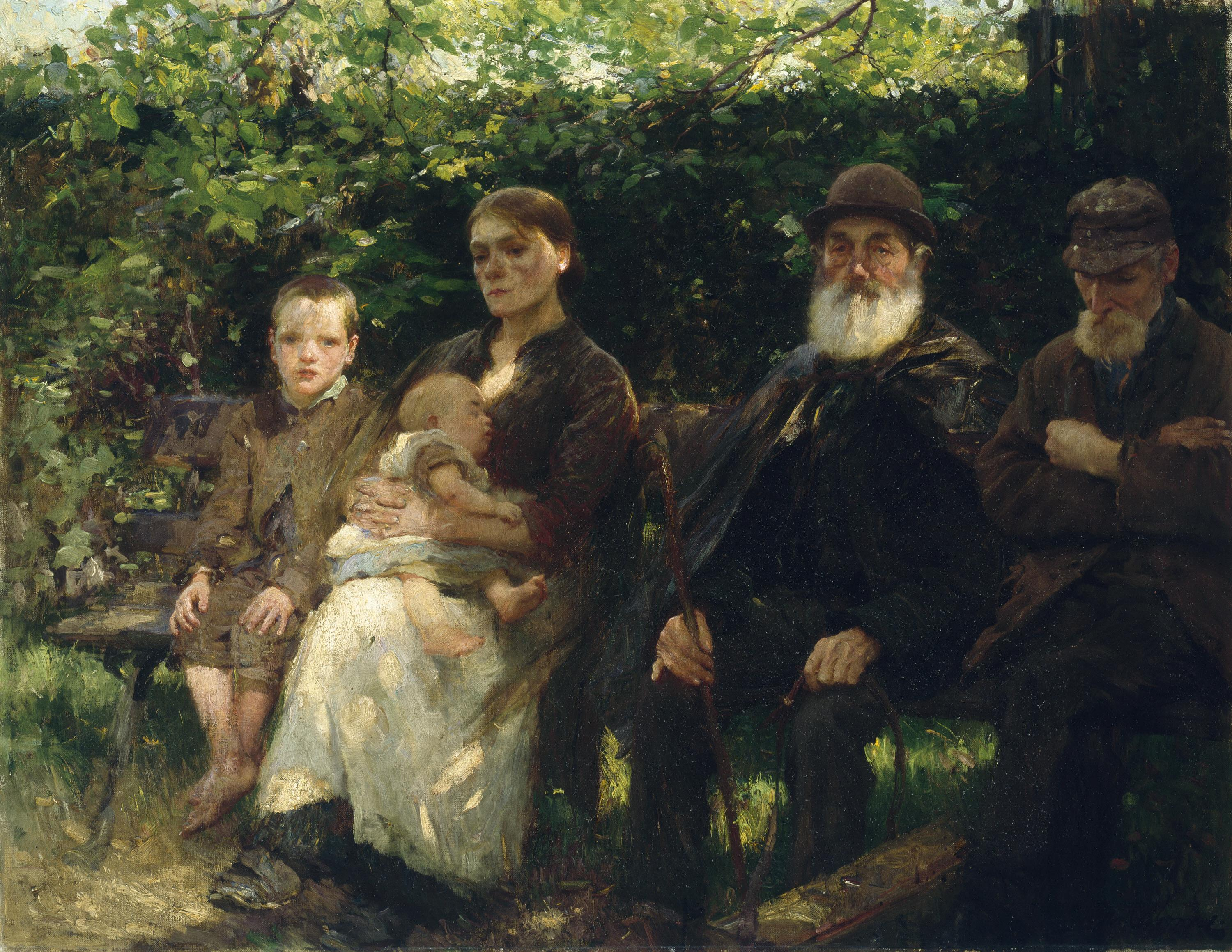
والتير ازبون، الضوء والظل 1895

## مجموعات المكتبة والأرشيف
تشتمل مجموعات المكتبة والمحفوظات في المعرض الوطني لأيرلندا على مجموعات فريدة ومهمة تاريخيًا لدراسة تاريخ الفن. ترجع أصول المجموعات إلى تأسيس المؤسسة أكثر من مائة وستين سنة مضت. لا تزال تغطية الفنون البصرية من الكلاسيكي إلى المعاصر هذه المجموعات عنصرًا حيويًا للبحث في المجموعة الوطنية. تم دعم تطوير المكتبة والأرشيف بشكل أساسي من خلال التمويل العام والتبرعات الخاصة من الناس.
مفتوحة للجمهور، لديها مقتنيات غنية خاصة فيما يتعلق بتاريخ الفن الغربي الأوروبي من العصور الوسطى، والمجموعات المتعلقة بالفن الايرلندي والإيطالي واسعة النطاق. وتقدر المجموعة بأكثر من 100.000 مجلد منشور بالإضافة إلى أرصدة المحفوظات الهامة.